# Marcus Popillius Laenas (consul en -359)
Pour les articles homonymes, voir Popillius Laenas.
Marcus Popillius Laenas est un homme politique de la République romaine qui atteint quatre fois le consulat, en 359, 356, 350 et 348 av. J.-C.

## Famille
Il est membre de la gens des Popillii Laenates, fils d'un Marcus Popillius et petit-fils d'un Caius Popillius, soit : M. Popillius Laenas M.f. C.n. Il est le père de Marcus Popillius Laenas, consul en 316 av- J.-C.

## Biographie
Durant son premier consulat, Popillius défait une armée gauloise qui a envahi le territoire romain, soutenue par les Tiburtins,. Selon Tite-Live, les deux consuls de l'année 359 av. J.-C. font également face vers la fin de leur mandat à une attaque des Tarquiniens qui ravagent les régions du territoire romain bordant l'Étrurie.
D'après Cicéron, Popillius occupe en 359, en plus du consulat, la fonction de Flamen Carmentalis, prêtre romain voué au culte de Carmenta. Alors qu'il accomplit un sacrifice officiel en tant que flamine, il apprend que la plèbe se soulève contre le Sénat. Il se rend immédiatement sur place, toujours revêtu du manteau sacerdotal appelé laena. Son autorité et le discours qu'il tient permettent de calmer la situation. Il serait donc le premier des Popillii à porter le cognomen de Laenas, attribué après cette heureuse intervention auprès de la plèbe.
En 350 av. J.-C., il bat les Gaulois aux portes de Rome, mais il est blessé à l'épaule gauche par une javeline. Il est alors consul plébeien au côté de Lucius Cornelius Scipio, consul patricien, mais atteint d'une maladie grave (Tite-Live).